# 质量效应：启示
《质量效应：启示》（Mass Effect: Revelation）是由Drew Karpyshyn撰写的科幻小说，于2007年出版。该小说是质量效应系列的前传，Drew Karpyshyn亦是游戏《质量效应》的主要编剧之一。
此书主旨在填补游戏的背景细节，如星区划分、议会政治和外星种族等等，从人物和文明两方面补充了游戏中未介绍的历史。针对游戏里人机对抗的情节，小说大篇幅的描写了不同银河种族对人工智能的看法。

## 故事
小说从公元2157年开始，Jon Grissom少将正前往大角星空间站参加星联军队N7特种训练计划的毕业典礼，在他指挥新德里号（SSV New Delhi）驶向目的地的途中，回忆起短短数年间人类所取得的进步——
2148年，科学家发现了埋藏在火星上的外星技术。他们将其发明者称作“普洛仙”（Prothean）。即使发达如普洛仙5万年前因未知原由灭绝，但人类还是打开了潘多拉之盒。盒中的技术使光速和超光速旅行之梦得以实现，藉此，探索者的脚步迅速踏遍了太阳系。
2149年，一支星际勘探队发现靠近太阳系边缘的冥王星的一颗卫星——卡戎（Charon），其真身竟是被停止运作的远古人造遗迹。科学家在研究后发现，利用此遗迹可能使飞船在瞬间跨越数千光年，故命名为质量中继站（Mass Relay）。Grissom带领一群勇敢的人首次成功穿越了质量中继站，成为世界的新偶像。地球欣喜若狂，宇宙大发现的时代就在眼前，继普洛仙秘藏后，全人类再次联合起来，一齐朝着新的目标迈进。
快进到2157年，Grissom在大角星空间站的毕业典礼上遇见了还是少尉的David Edward Anderson，Grissom很赏识Anderson，告诉少尉他来大角星空间站的真正目的是为了招募战士，应对突然出现的未知外星势力。就在不久前，星联殖民地“山西”（Shanxi）被未知飞船袭击，此次事件是“第一次接触战争”（Frist Contact War）的导火索，战斗的双方分别是突锐帝国（Turian Hierarchy）与星联军队。之后双方又数次交手，互有伤亡。直到神堡议会，一个致力维护银河和平稳定的多种族联合政府，进行干预，冲突才告结束。
8年后，西历2165年，人类在神堡（Citadel）设立大使馆的要求被神堡议会认可，人类势力得到了承认。
同年，Anderson在Skyllian Verge巡逻时收到了一个紧急求救信号，来自星联势力范围最边缘的孤立星域。Anderson和他的船员跟踪信号来到了一个名叫西顿（Sidon）的研究设施，但设施里已空无一人，仔细搜索后他们发现了一个通往地下部分的电梯。降入地下，他们发现了科学家们的尸体，也发现了基地内部产生了一个間隙，通过这个間隙，入侵者进入机要区域得到了某些资料。就在调查进行时，Anderson一行遭到了雇佣军的袭击。一场枪林弹雨后，战败的佣兵启动了安置好的炸弹，企图摧毁基地与Anderson同归于尽。Anderson与他的船员设法逃出。
在Camala星球, ，一个叫Edan Had'dah的Batarian大亨找到了“青阳佣兵团”（Blue Sun），一个在Skyllian Verge臭名昭著的组织，正是此人雇佣青阳袭击了西顿基地。现在他又找了个赏金猎人，名为Skarr的Krogan战斗大师，暗杀西顿基地的幸存者Kahlee Sanders。
此时，Anderson抵达神堡，遇见了星联驻神堡的大使Anita Goyle。大使告诉他西顿设施正在研究人工智能，该技术因为300前的“桀斯叛乱”被神堡议会禁止。大使一再向Anderson保证，人类的研究只在万无一失的情况下进行。在说服Anderson后，她派遣其寻找Kahlee Sanders上尉，此女可能掌握着袭击幕后黑手的信息，也可能知道天才科学家Shu Quian博士的下落。Quian博士是西顿计划领导者，鉴于他所掌握的知识的价值，大使相信他不会被幕后者杀死。
Saren被派来与Anderson一起执行任务，考察其是否能成为一个“幽灵”（Spectre）。在Had'dah提炼厂，Anderson杀死了 Skarr。与此同时，Saren也找到了Quian博士，他杀害了博士并引爆了工厂，数百无辜平民因此死亡。Saren检查了博士留下的资料后发现一艘被称之为“霸主”（Sovereign）的无畏舰的信息，他按图索骥找了到这艘无畏舰，计划利用它好好教训下人类。